# Wyoming (film, 1940)
Pour plus de détails, voir Fiche technique et Distribution.
Wyoming est un film américain réalisé par Richard Thorpe, sorti en 1940.

## Synopsis
Alors qu'ils sont en train d'attaquer un train dans le Missouri, "Reb" Harkness et Pete Marillo sont surpris par la cavalerie. Pete s'échappe sur le cheval de Reb et le laisse affronter les soldats seul et à pied. Alors qu'il se dirige vers la Californie pour échapper à ses poursuivants, Reb rencontre Dave Kincaid, un ancien soldat confédéré, qui l'invite à le suivre jusqu'à son ranch du Wyoming. Comme ils approchent de leur destination, Reb vole le cheval et les affaires de Kincaid. Mais après que ce dernier a été tué par des voleurs de bétail, Reb se rend au ranch pour s'occuper des enfants de Kincaid, Lucy et Jimmy. Reb apprend que le maire de la ville, John Buckley, force les ranchers à abandonner leurs terres, mais il ne veut pas s'impliquer dans ce combat. Après avoir tué l'homme de main de Buckley qui avait tué Kincaid, Reb prévoit d'aller en Californie, mais ses plans sont retardés par l'arrivée du Général Custer, qui est chargé de faire la police dans ce territoire. Lorsque Buckley accuse Reb d'avoir assassiné un de ses hommes, Custer le fait arrêter et le place sous la surveillance du shérif, un des alliés de Buckley. Dans le but de voler le reste du bétail du ranch, Buckley s'arrange pour faire envoyer à Laramie. Reb arrive à s'échapper du guet-apens que lui avait tendu Buckley et rencontre Pete, qui décide de l'aider. Ayant appris que les hommes de Buckley ont tué Lafe, le frère de Mehitabel, la femme forgeron de la ville, Reb s'allie aux ranchers, mais avant qu'une bataille rangée ait eu lieu, Custer, de retour, déclare la loi martiale. Buckley s'arrange alors pour être à l'origine d'un massacre par les indiens, mais avant qu'il ait pu en profiter Reb le tue. Après que Reb et la cavalerie ont repoussé l'attaque des indiens, Reb décide d'abandonner la Californie et de s'installer avec Mehitabel au Wyoming, pendant que Lucy et le sergent Connelly font des plans de leur côté.

## Fiche technique
- Titre original : Wyoming
- Réalisation : Richard Thorpe
- Scénario : Jack Jevne (en), Hugo Butler
- Direction artistique : Cedric Gibbons, Randall Duell
- Décors : Edwin B. Willis
- Costumes : Dolly Tree, Gile Steele
- Photographie : Clyde De Vinna
- Son : Douglas Shearer
- Montage : Robert Kern
- Musique : David Snell
- Production : Milton H. Bren (en)
- Société de production : Metro-Goldwyn-Mayer
- Société de distribution : Loew's Inc.
- Pays de production :  États-Unis
- Langue originale : anglais
- Format : noir et blanc — 35 mm — 1,37:1 — son Mono (Western Electric Sound System)
- Genre : Western
- Durée : 88 minutes
- Date de sortie :
  - États-Unis : 13 septembre 1940

## Distribution
- Wallace Beery : "Reb" Harkness
- Leo Carrillo : Pete Marillo
- Ann Rutherford : Lucy Kincaid
- Lee Bowman : Sergent Connelly
- Joseph Calleia : John Buckley
- Bobs Watson : Jimmy Kincaid
- Paul Kelly : Général Custer
- Henry Travers : le Shérif
- Marjorie Main : Mehitabel

## Principaux acteurs

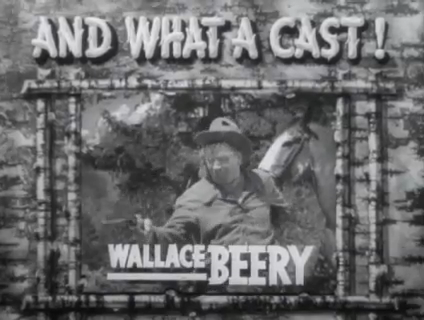
Wallace Beery
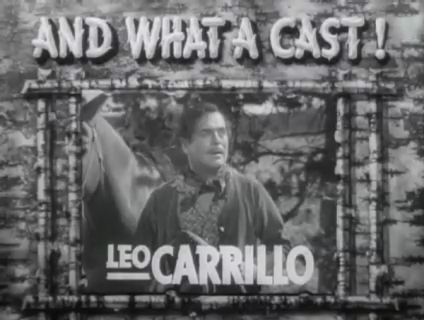
Leo Carrillo
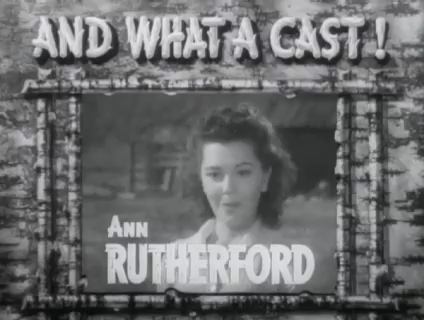
Ann Rutherford
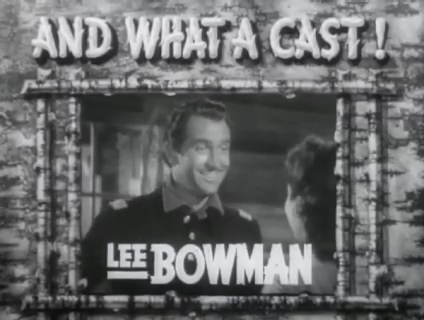
Lee Bowman
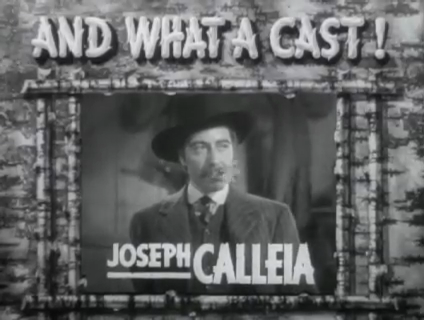
Joseph Calleia
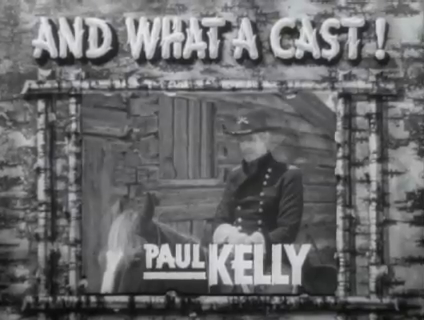
Paul Kelly
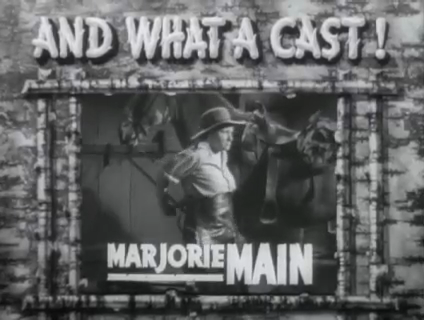
Marjorie Main
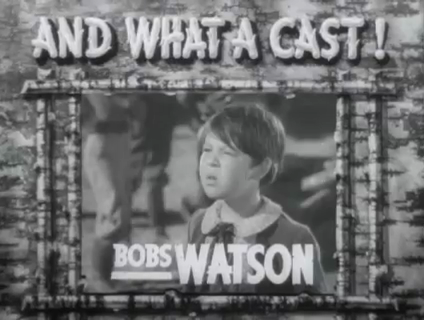
Bobs Watson